# 富士見ミステリー文庫
富士見ミステリー文庫（ふじみミステリーぶんこ、Fujimi Mystery Bunko）は2000年11月から2009年3月まで富士見書房が刊行していた日本のライトノベル系文庫レーベル。

## 概要
既存のミステリー小説とは異なるキャラクター・ミステリーという新ジャンルの確立を目指し、富士見ファンタジア文庫から派生して創刊。富士見ヤングミステリー大賞というレーベル独自の新人賞を持っていたが、第8回をもって終了している。
2000年に創刊し、2002年からはヤングミステリー大賞の候補者の作品が刊行され始めた。ひさいちよしきのイラストによるマスコットキャラクター「富士見・クリスティ」が雑誌記事や栞に起用されていて、女神転生のノベライズも取り扱い、ミステリー&ホラーをメインにしていた。2003年12月より、いわゆるミステリー（本格推理小説）という固定観念からの脱却を図り、大幅にリニューアルされた。カバーイラストの占有量が増加し裏表紙にまで至り（凡そ表紙と一枚続きの絵である）、黒を基調としていた背表紙もパステル調に改められた。内容面も恋愛要素を多分に取り入れ、その一端は帯に大きく印字された「L・O・V・E!」の文字に象徴されており、「LOVE寄せ」などと表現された。一方で殺人事件などは基本的に御法度とされ、一部の作家にのみ「殺人許可証」が与えられる、と言われた。この恋愛偏重の編集方針への転換 により、幾つかの作品が事実上の打ち切りとなるなどの影響を生じたが、「GOSICK」シリーズなどが刊行され、レーベル自体は概ね好調であり、本レーベルで「ライトノベル」として刊行された『砂糖菓子の弾丸は撃ちぬけない』が、一般文芸書籍としてハードカバー化される（2007年2月）など話題も呼んだ。
しかしながら「ミステリーという枠にとらわれない」という定義付けは、富士見ファンタジア文庫が既にあるなかでの存在理由に齟齬を生じ、読み切り短編を積極的に刊行する「初体験Project」（2006年6月～）、発売日の20日への変更（2008年4月） などをおこなうも、次第に刊行数を減らしていった。2008年頃から富士見ファンタジア文庫への移籍も開始され、2009年3月、人気シリーズ「ROOM NO.1301」「SHI-NO」両シリーズの終了を以て刊行を停止、事実上の廃刊となる。なお富士見ファンタジア文庫へ移植された作品のほか、他社ライトノベルレーベルや、角川文庫、ハードカバーなど一般書籍として新装版・続刊の刊行に至った作品も一部存する。
キャッチフレーズを「ナゾ・解ク・愉シミ」としながらもジャンル外の作品（大まかに言うなればミステリー以外にアクション、恋愛、ファンタジー設定）も扱い、リニューアル後には「富士見ミステリー文庫はあなたに恋をさせます。」と明らかに迷走していたが、正統派の作品も多く存在している。

## 作品一覧
|  | メディアミックスの一環は黄土色の背景。 |

全1巻と単巻との違いは、初めからシリーズの巻数を記載していたが続刊が望めない作品をここでは全1巻としている。ただし、外伝や続編などで、本編以外に単巻が刊行された作品についてはそれについて記した上で「1巻」と書き加えている。

### あ行
| タイトル                                                | 著者                                 | イラスト   | 巻数  |
| ------------------------------------------------------- | ------------------------------------ | ---------- | ----- |
| 天知未来がいる街                                        | 田村純一＆レッド・エンタテインメント | 竜月       | 全3巻 |
| アンダーヘヴン-RYO- 翼の境界線                          | 三田誠                               | 堤利一郎   | 単巻  |
| イキガミステイエス 魂は命を尽くさず、神は生を尽くさず。 | 沖永融明                             | KEI        | 単巻  |
| イレギュラーズ・パラダイス                              | 上田志岐                             | 榎宮祐     | 全4巻 |
| ヴァーテックテイルズ 麗しのシャーロットに捧ぐ           | 尾関修一                             | 山本ケイジ | 単巻  |
| うれしの荘片恋ものがたり ひとつ、桜の下                 | 岩久勝昭                             | ごとＰ     | 単巻  |
| エクスプローラー                                        | 北山大詩                             | 石田あきら | 全5巻 |
| ANGEL                                                   | 南房秀久                             | 深月晏子   | 全2巻 |
| エンジェル・ダスト 天使が降ってきた夏                   | マツノダイスケ                       | とよた瑣織 | 単巻  |
| 黄金の血脈                                              | 伊吹秀明                             | 川添真理子 | 単巻  |

### か行
| タイトル                                   | 著者                   | イラスト                   | 巻数            |
| ------------------------------------------ | ---------------------- | -------------------------- | --------------- |
| 楓の剣!                                    | かたやま和華           | 梶山ミカ                   | 全3巻           |
| 描きかけのラブレター                       | ヤマグチノボル         | 松本規之                   | 単巻            |
| カフェ＜白銀館＞物語 一 危険な魅惑のアロマ | 年見悟                 | 早真さとる                 | 全1巻           |
| 仮面は夜に踊る                             | 名島ちはや             | フミオ                     | 単巻            |
| がらくたのフロンティア                     | 師走トオル             | 藤原々々                   | 全2巻           |
| 硝子ノ音色1 蒼い波紋のラプソディ           | 金巻兼一               | 下田正美                   | 全1巻           |
| かりん増血記                               | 甲斐透、原作：影崎由那 | 影崎由那                   | 本編9巻 外伝2巻 |
| 着流し探偵事件帖 白いブランコの鎮魂曲      | 村瀬継弥               | 小手川ゆあ                 | 単巻            |
| 極東ジパング探偵録                         | 立花薫                 | 鷹崎史弥                   | 全2巻           |
| キリサキ                                   | 田代裕彦               | 若月さな                   | 単巻            |
| ぐるぐる渦巻きの名探偵                     | 上田志岐               | 煉瓦                       | 全3巻           |
| 黒と白のデュエット                         | 岡村流生               | 和泉なぎさ                 | 全2巻           |
| 激アルバイター・美波の事件簿               | 谷原秋桜子             | まりお金田                 | 全2巻           |
| 月光少女 アンティック・ナナ 満月の長い夜   | 吉田縁                 | 北野玲（モーニングスター） | 単巻            |
| 業多姫                                     | 時海結以               | 増田恵                     | 本編6巻 短編1巻 |
| GOSICK -ゴシック-                          | 桜庭一樹               | 武田日向                   | 本編6巻 短編3巻 |
| コスプレ探偵花梨                           | じょうもん弥生         | よしのよしたか             | 全2巻           |
| 今夜だけ退魔少女 あたしの中の王子さま      | 真坂たま               | 森永あい                   | 単巻            |

### さ行
| タイトル                                            | 著者                                 | イラスト                                                | 巻数            |
| --------------------------------------------------- | ------------------------------------ | ------------------------------------------------------- | --------------- |
| 砂糖菓子の弾丸は撃ちぬけない                        | 桜庭一樹                             | むー                                                    | 単巻            |
| THE DOLL HUNTER 人形はひとりぼっち                  | 中島望                               | 藤谷                                                    | 単巻            |
| さよなら、いもうと。                                | 新井輝                               | きゆづきさとこ                                          | 単巻            |
| さよならトロイメライ                                | 壱乗寺かるた                         | 日吉丸晃                                                | 本編7巻 短編1巻 |
| SHAD                                                | 南房秀久                             | 湊ヒロム                                                | 全2巻           |
| しずるさんシリーズ                                  | 上遠野浩平                           | 椋本夏夜                                                | 全3巻           |
| 熾天使たちの五分後                                  | 木ノ歌詠                             | 六羽田共                                                | 単巻            |
| シナオシ                                            | 田代裕彦                             | 若月さな                                                | 単巻            |
| 式神宅配便の二宮少年                                | イセカタワキカツ                     | マツダ                                                  | 単巻            |
| SHI-NO -シノ-                                       | 上月雨音                             | 東条さかな                                              | 全10巻          |
| 呪の血脈                                            | 加門七海                             | CLAMP                                                   | 単巻            |
| 食卓にビールを                                      | 小林めぐみ                           | 剣康之                                                  | 全6巻           |
| ショットガン刑事                                    | 秋口ぎぐる                           | たけひと                                                | 全3巻           |
| 真・女神転生 廃墟の中のジン                         | 吉村夜                               | 金田榮路、カバーイラスト:金子一馬                       | 単巻            |
| 真・女神転生2 復活のジン                            | 吉村夜                               | 金田榮路、カバーイラスト:金子一馬                       | 単巻            |
| 真・女神転生if... 魔界のジン                        | 吉村夜                               | 金田榮路                                                | 単巻            |
| 真・女神転生 NINE                                   | 実弥島巧                             | 岩崎美奈子、カバーイラスト:金子一馬                     | 単巻            |
| 真・女神転生III-NOCTURNE                            | 吉村夜                               | 金田榮路、カバーイラスト:金子一馬                       | 単巻            |
| 真・女神転生III-NOCTURNE アンソロジー               | あざの耕平・甲斐透・五代ゆう・吉村夜 | 村崎久都・岩崎美奈子・目黒詔子、カバーイラスト:金子一馬 | 単巻            |
| 聖ウィンチェスター学園の魔女たち 銀の逢魔ヶ刻探偵団 | ゆうきりん                           | RAMI                                                    | 単巻            |
| 青春時計                                            | 川上亮・森橋ビンゴ・緋野莉月         | 櫛衣けい・関川ケイコ                                    | 単巻            |
| セカイのスキマ                                      | 田代裕彦                             | 綾瀬はづき                                              | 全3巻           |
| 空とタマ -Autumn Sky,Spring Fly-                    | 鈴木大輔                             | 原建人                                                  | 単巻            |

### た行
| タイトル                                    | 著者             | イラスト                                   | 巻数            |
| ------------------------------------------- | ---------------- | ------------------------------------------ | --------------- |
| タクティカル・ジャッジメント                | 師走トオル       | 緋呂河とも                                 | 本編9巻 短編4巻 |
| たましいの反抗記 すてるがかち!              | 水城正太郎       | ミヤスリサ                                 | 単巻            |
| 玉響-たまゆら-                              | 時海結以         | 増田メグミ                                 | 全3巻           |
| 探偵王女フジコ                              | 深見真           | ひさいちよしき                             | 全2巻           |
| ちけっと・2・らいど! カシオペアは北天に輝く | 西奥隆起         | みけおう                                   | 単巻            |
| 注文の多いパズル 夏の雪に溶けたパスワード   | 雅孝司           | 箱田真紀                                   | 単巻            |
| 超探偵ハヤブサ 隼は舞い降りた               | 紙谷龍生         | あらいずみるい                             | 単巻            |
| 月が射す夏 コバヤシ少年の生活と冒険         | イタバシマサヒロ | 江川達也                                   | 単巻            |
| DEARシリーズ                                | 新井輝           | 久瀬たかし（本編）・季遊月あすか（短編集） | 本編4巻 短編1巻 |
| Dクラッカーズ                               | あざの耕平       | 村崎久都                                   | 本編8巻 短編2巻 |
| ディストラクターXIII                        | 大迫純一         | ほづみりや                                 | 全2巻           |
| 東京タブロイド                              | 水城正太郎       | しのざきあきら                             | 本編9巻 短編3巻 |
| 遠く6マイルの彼女                           | ヤマグチノボル   | 松本規之                                   | 単巻            |
| トキオカシ                                  | 萩原麻里         | 鹿澄ハル                                   | 全2巻           |

### な行
| タイトル                                | 著者                                                                     | イラスト                                                                     | 巻数  |
| --------------------------------------- | ------------------------------------------------------------------------ | ---------------------------------------------------------------------------- | ----- |
| 菜子の冒険 猫は知っていたのかも。       | 深沢美潮                                                                 | ひさいちよしき                                                               | 単巻  |
| なばかり少年探偵団                      | 雑破業                                                                   | ゆうくりっど                                                                 | 全3巻 |
| 七不思議学園の風来坊                    | イタバシマサヒロ                                                         | 小笠原智史                                                                   | 単巻  |
| ニライカナイをさがして                  | 葉山透                                                                   | 山都エンヂ                                                                   | 単巻  |
| ネコのおと リレーノベル・ラブバージョン | 新井輝、築地俊彦、水城正太郎、師走トオル、田代裕彦、吉田茄矢、あざの耕平 | さっち・駒都えーじ・しのざきあきら・緋呂河とも・若月さな・深山和香・村崎久都 | 単巻  |

### は行
| タイトル                                                 | 著者       | イラスト     | 巻数            |
| -------------------------------------------------------- | ---------- | ------------ | --------------- |
| ハード・デイズ・ナイツ                                   | 南房秀久   | 壱河きづく   | 本編9巻 短編2巻 |
| ハーフダラーを探して                                     | 水城正太郎 | ユキヲ       | 全3巻           |
| ハイスクール・ミッション! トキメキのチャンスは一度だけ!? | 岡村流生   | ゆい         | 単巻            |
| ハイブリッド・ソウル そして、光の中を                    | 松田朱夏   | 睦月そあ     | 単巻            |
| バクト!                                                  | 海冬レイジ | vanilla      | 全7巻           |
| パズルアウト                                             | 深見真     | 武田みか     | 単巻            |
| 初恋セクスアリス                                         | 矢野有花   | 桐野霞       | 単巻            |
| BAD×BUDDY                                                | 吉田茄矢   | 深山和香     | 全2巻           |
| B-EDGE AGE                                               | 桜庭一樹   | 日峨和雅     | 全2巻           |
| ヒドラ-HYDRA-                                            | 吉田茄矢   | 武若丸       | 全2巻           |
| 平井骸惚此中ニ有リ                                       | 田代裕彦   | 睦月ムンク   | 全5巻           |
| 風月綺                                                   | 皇城一夢   | 甘塩コメコ   | 全2巻           |
| 風水探偵タケル                                           | 六道慧     | 古張乃莉     | 全3巻           |
| フォート探偵団ファイル1 牙王城の殺劇                     | 霞流一     | 佐々木あかね | 全1巻           |
| フォルクローロの記憶 あの空に届いた約束                  | 伊藤馨太郎 | 小野寺明     | 単巻            |
| フォルマント・ブルー カラっぽの僕に、君はうたう。        | 木ノ歌詠   | ミヤスリサ   | 単巻            |
| ブラインド・エスケープ                                   | 樹川さとみ | 藤田香       | 単巻            |
| BLACK JOKER -少女たちの方程式-                           | あくたゆい | 風都ノリ     | 単巻            |
| BLOOD THE LAST VAMPIRE 闇を誘う血                        | 藤咲淳一   | 中村悟       | 単巻            |
| ブルー・ムーンにくちづけを                               | 一条理希   | 川添真理子   | 全2巻           |
| ブロークン・フィスト                                     | 深見真     | 桐嶋たける   | 全3巻           |
| 閉鎖のシステム                                           | 秋田禎信   | 黒星紅白     | 単巻            |
| Heaven’s Game ゲームデザイナーは眠れない                 | 高山浩     | 藤城陽       | 単巻            |
| ホーム・チェリー・ホーム                                 | 結城貴夜   | 水上カオリ   | 単巻            |
| 僕たちのパラドクス                                       | 厚木隼     | QP:flapper   | 全2巻           |
| ぼくのご主人様!?                                         | 鷹野祐希   | 和泉つばす   | 単巻            |
| 僕らA.I.                                                 | 川上亮     | BUNBUN       | 単巻            |
| 星屑エンプレス                                           | 小林めぐみ | ぽぽるちゃ   | 全2巻           |

### ま行
| タイトル                           | 著者                   | イラスト                           | 巻数            |
| ---------------------------------- | ---------------------- | ---------------------------------- | --------------- |
| 待ってて、藤森くん!                | 壱乗寺かるた           | カントク                           | 全4巻           |
| 魔法遣いに大切なこと               | 枯野瑛、監修：山田典枝 | よしづきくみち                     | 全3巻           |
| マルタ・サギーは探偵ですか?        | 野梨原花南             | すみ兵                             | 本編7巻 短編2巻 |
| マンイーター                       | 吉村夜                 | 篁龍士                             | 単巻            |
| Mr.サイレント                      | 早見裕司               | 唯月一                             | 全5巻           |
| ミステリアス・キャッツ             | 柘植めぐみ             | 葉賀ユイ                           | 全2巻           |
| 御手洗学園高等部実践ミステリ倶楽部 | 舞阪洸                 | 八雲剣豪（1巻）・仏さんじょ（2巻） | 全2巻           |
| 夢幻万華鏡                         | 冴木忍                 | 緒方剛志                           | 全2巻           |

### や行
| タイトル                                    | 著者       | イラスト | 巻数  |
| ------------------------------------------- | ---------- | -------- | ----- |
| 幽霊列車とこんぺい糖 メモリー・オブ・リガヤ | 木ノ歌詠   | 尾崎弘宜 | 単巻  |
| 夜想譚グリモアリス                          | 海冬レイジ | 松竜     | 全3巻 |

### ら行
| タイトル                                          | 著者       | イラスト                         | 巻数             |
| ------------------------------------------------- | ---------- | -------------------------------- | ---------------- |
| らぶとラブる!?                                    | 早見裕司   | 夢野みかん（1巻）・桐野霞（2巻） | 全2巻            |
| 理央の科学捜査ファイル                            | 夏緑       | 船戸明里                         | 全3巻            |
| リリカルレストラン あした天使の翼をかりて……       | 大倉らいた | 四谷嘉一                         | 単巻             |
| ルーク&レイリア                                   | 葉山透     | 睦月れい                         | 全3巻            |
| ROOM NO.1301                                      | 新井輝     | さっち                           | 本編11巻 短編4巻 |
| レブリガン・ド・レコール 今宵、すべての悪党たちに | 日昌晶     | 篁龍士                           | 単巻             |
| レンテンローズ                                    | 太田忠司   | 直人                             | 全3巻            |
| 浪漫探偵・朱月宵三郎                              | 新城カズマ | 左                               | 全2巻            |
| ロクメンダイス、                                  | 中村九郎   | DOW                              | 単巻             |
| LOST MOMENT                                       | 水城正太郎 | RURU                             | 全2巻            |